# Graham Wood (Hockeyspieler)
Graham Wood (* 24. Juni 1936 in Melbourne, Victoria) ist ein ehemaliger australischer Hockeyspieler. Er gewann mit der australischen Nationalmannschaft die olympische Bronzemedaille 1964.

## Sportliche Karriere
Der 1,75 Meter große Graham Wood debütierte 1960 in der Nationalmannschaft. Bei den Olympischen Spielen in Rom belegte die australische Mannschaft den sechsten Platz. Wood wurde nur in einem Platzierungsspiel gegen die Mannschaft aus Neuseeland eingesetzt.
Vier Jahre später bei den Olympischen Spielen 1964 in Tokio gewannen die Australier in der Vorrunde vier Spiele und unterlagen den Mannschaften aus Kenia und Pakistan. Als Gruppenzweite trafen sie im Halbfinale auf den Gruppensieger der anderen Vorrundengruppe und verloren mit 1:3 gegen die indische Mannschaft. Im Spiel um Bronze bezwangen die Australier die Spanier mit 3:2. Wood war in allen acht Spielen dabei, erzielte als Defensivspieler aber kein Tor.